# Editorial URSS
Editorial URSS (en ruso: Издательская группа URSS) es un grupo editorial ruso de literatura educativa y científica, que incluye monografías, revistas, colecciones de obras de la Academia de Ciencias de Rusia, institutos de investigación e instituciones educativas.
Desde 1994, la Editorial URSS ha publicado más de 10000 libros en ruso, español e inglés. La editorial ha publicado unos 400 libros en colaboración con la Fundación Rusa para la Investigación Básica, la Fundación Rusa de Humanidades.
Los libros tratan sobre ciencia y naturaleza, física, matemáticas, química, biología, ecología, medicina, sinergia, ciencias sociales, economía, política, historia, psicología, sociología, filología y lenguaje, etc.) y están dirigidos al público en general. URSS es uno de los principales grupos editoriales de Rusia en los campos de la física, las matemáticas, la lingüística y la filología. 

## Catálogo
- Dmitri Bondarenko (2006). Homoarchy: A Principle of Culture’s Organization. The 13th–19th Centuries Benin Kingdom as a Non-State Supercomplex Society. Moscú: Rusia.
- Byrd Gene G., Chernin Arthur D., Valtonen Mauri J. (2007). Cosmology: Foundations and Frontiers. Moscú: Rusia.
- Korotayev A. & Daria Jaltúrina (2006). Introduction to Social Macrodynamics: Secular Cycles and Millennial Trends in Africa. Moscú: Rusia. ISBN 5-484-00560-4
- Malinietski G.G. (2008). Fundamentos matemáticos de la sinergética. Caos, estructuras y simulación por ordenador. Moscú: Rusia.
- Petrashen' M. I., Trifonov E. D. (2002). Application of Group Theory in Quantum Mechanics. Cuarta edición. Moscú: Editorial URSS. ISBN 5-8360-0480-3
- Peter Turchin, (2007). History & Mathematics: Historical Dynamics and Development of Complex Societies. Moscú: KomKniga. ISBN 5-484-01002-0